# Coelotes robustior
Coelotes robustior là một loài nhện trong họ Amaurobiidae.
Loài này thuộc chi Coelotes. Coelotes robustior được miêu tả năm 2009 bởi Nishikawa.